# Karel Veenendaal
Karel Veenendaal (Den Haag, 27 maart 1908 – 13 juli 1989) was een Nederlands dirigent, arrangeur en trompettist.
Veenendaal was een trompettist en dirigent, onder andere van de Muziekvereniging Wilskracht Amersfoort. Hij schreef voor twee Nederlandse muziekuitgaven een aantal bewerkingen van klassieke muziek voor harmonie- en fanfareorkest en voor koren. 
- Virtual International Authority File: 1582152744515627850002